# Битва за Рас-Лануф
Битва за Рас-Лануф — битва за город Рас-Лануф, состоящая из двух фаз, между сторонниками и противниками лидера страны Муаммара Каддафи. Битва началась через два дня после битвы за Брегу которая закончилась тем, что повстанцы взяли город Брега, примерно в 130 километрах к востоку от Рас-Лануфа. После завоевания города 4 марта, повстанцы продвинулись ещё дальше на запад, чтобы атаковать Сирт, но были отброшены правительственными войсками, которые перешли в контр-наступление и к 11 марта отвоевали большую часть города.

## Битва

### Первый этап
4 марта вооружённые как стрелковым оружием, так и артиллерией повстанцы, выдвинувшись на десятках автомобилей из города Марса-Брега в направлении Рас-Лануфа. По словам повстанцев, лоялисты использовали тяжелое оружие и вертолеты, чтобы остановить их в одном километре от аэропорта. Один повстанец сообщил, что видел как четыре человека перед ним были убиты взрывом. Также повстанцы сообщили, что солдаты из частей, верных Каддафи, расположенных на местной военной базе, дезертируют и переходят на их сторону.
В ночное время силам повстанцев удалось захватить весь город, в том числе аэропорт и военную базу. После захвата базы повстанцы утверждали, что обнаружили тела 20 солдат, которые были казнены после того, как отказались открыть огонь по повстанческим силам.
Кроме 20 казённых солдат поступали разные данные о потерях. От шести до 16 повстанцев погибли в ходе боя, 31 получил ранения. От 2 до 25 солдат сухопутных войск Ливии были убиты, также погибли 2 пилота ВВС Ливии.
При штурме города повстанцы активно использовали артиллерию (вероятно, безоткатные 106-мм орудия M40) и РСЗО БМ-21 «Град».
5 марта Су-24 ливийских ВВС был сбит недалеко от Рас-Лануфа, зенитным огнём со стороны повстанцев.

### Второй этап
6 марта повстанцы, наступавшие из Рас-Лануфа к Сирту, попали в засаду, устроенную войсками Каддафи в Бин-Джаваде, и понесли тяжелые потери. После этого они поспешно отступили к Рас-Лануфу, где их позиции подвергались бомбардировкам в течение следующих нескольких дней.
В течение следующих трех дней происходили постоянные воздушные, танковые и военно-морские бомбардировки позиций повстанцев в Рас-Лануфа, при этом 20 повстанцев были убиты и по меньшей мере 65 получили ранения.
10 марта BBC сообщило, что войска, верные Муаммару Каддафи, атаковали позиции повстанцев в Рас-Лануфе. Один из повстанцев сказал корреспонденту Agence France-Presse:«Мы побеждены. Они атакуют, а мы вынуждены отступать. Это значит, что они возьмут Рас-Лануф». Силы Каддафи атаковали город при поддержки танков и артиллерии, с запада и юга, корабли обстреляли город с севера, со стороны моря, в то время как правительственные самолеты бомбили город с воздуха. Повстанческие подкрепления с востока пытались пробиться в город на помощь, но были немедленно атакованы и командир повстанцев впоследствии сообщил, что десятки его бойцов были убиты и многие другие пропали без вести. В тот же вечер большинство повстанческих сил отступили из города и попытались создать линию обороны к востоку от него, а некоторые бойцы оппозиции продолжали оказывать сопротивление в Рас-Лануфе. Как минимум четыре бойца оппозиции были убиты в ходе боевых действий, 36 были ранены и 65 пропали без вести.
К вечеру 10 марта все основные информагентства сообщили, что город пал, а большое количество повстанцев убито или захвачено в плен. Правительство Каддафи заявило, что около 1 500 повстанцев были захвачены в плен. После боя противники Каддафи посоветовали гражданским лицам покинуть зону вокруг Бреги в ожидании продолжения наступления со стороны правительственных сил.
11 марта правительственные войска начали зачистку города, 150 солдат, при поддержке 3-х танков дошли до центра города. В то же время четыре транспортных судна подошли с моря и выгрузили 40-50 солдат каждый на пляже рядом с отелем Fadeel. Они подавили последние очаги сопротивления повстанцев, которые не отступили из Рас-Лануфа в предыдущий день. Правительственных войск заняли жилой район, а повстанцы продолжали удерживать нефтяной порт в течение нескольких часов, после чего они отступили на восток от города. Тем не менее, во второй половине дня повстанцы перегруппировались и перешли в контрнаступление, изгнав лоялистов из восточной части города. Солдаты правительство закрепились в западной части города и вскоре разбили повстанцев.
12 марта повстанцы оставили позиции рядом с городом и отступили во второй половине дня в город Укяла к западу от Бреги, лидеры повстанцев подтвердили, что войска Каддафи отбросили их на 20 км от города и захватили нефтеперерабатывающий завод. Позже в течение дня правительство организовало поездку для иностранных журналистов в город для подтверждения того, что оно контролирует его.

## Последствия
После битвы лоялисты закрепились в городе и стали продвигаться дальше на восток, осадив города Брега и Адждабия, и дойдя до Бенгази. Тем временем 19 марта ООН санкционировала военное вмешательство в войну. Благодаря воздушным ударам сил коалиции по правительственным войскам повстанцы смогли их отбросить и вернуть ряд городов. 27 марта, наступая на Сирт, повстанцы снова вошли в Рас-Лануф. Однако спустя три дня правительственные войска перешли в контратаку и 30 марта выбили повстанцев из города.
В августе, после падения Триполи, силы оппозиции вернули контроль над городом, но затем 12 сентября по меньшей мере 15 охранников НПЗ были убиты во время нападения бойцов Каддафи. Двое из них при этом были ранены.